# Рив-ан-Сен
Рив-ан-Сен (фр. Rives-en-Seine) — новая коммуна на севере Франции, регион Нормандия, департамент Приморская Сена, округ Руан, кантон Пор-Жером-сюр-Сен. Расположена в 38 км к западу от Руана и в 52 км к востоку от Гавра, на правом берегу реки Сена. 
Население (2018) — 4 203 человека.

## История
Коммуна образована 1 января 2016 года путем слияния трех коммун: 
- Вилькье
- Кодбек-ан-Ко
- Сен-Вандрий-Рансон

Центром коммуны является Кодбек-ан-Ко. От нее же к новой коммуне перешли почтовый индекс и код INSEE. На картах в качестве координат Рив-ан-Сен указываются координаты Кодбек-ан-Ко.

## Достопримечательности
- Церковь Нотр-Дам в Кодбек-ан-Ко в стиле пламенеющая готика
- Фонтенельское аббатство, основанное в 649 году
- Дом тамплиеров XII-XIII веков в Кодбек-ан-Ко
- Шато де Комон XVIII-XIX веков в Кодбек-ан-Ко, сейчас здание мэрии
- Отдельные здания бывшего монастыря капуцинов
- Шато Вилькье XVII века
- Музей Виктора Гюго в Вилькье

## Экономика
Структура занятости населения:
- сельское хозяйство — 2,6 %
- промышленность — 35,7 %
- строительство — 3,2 %
- торговля, транспорт и сфера услуг — 34,1 %
- государственные и муниципальные службы — 24,4 %

Уровень безработицы (2017) — 14,1 % (Франция в целом —  13,4 %, департамент Приморская Сена — 15,3 %). 

Среднегодовой доход на 1 человека, евро (2018) — 21 520 (Франция в целом — 21 730, департамент Приморская Сена — 21 140).

## Демография
Динамика численности населения, чел.

## Администрация
Пост мэра Рив-ан-Сен с 2016 года занимает Бастьен Коритон (Bastien Coriton), член Совета департамента Приморская Сена от кантона Пор-Жером-сюр-Сен. На муниципальных выборах 2020 года возглавляемый им левый список был единственным.
| Период | Период | Фамилия         | Партия       | Примечания                                         |
| ------ | ------ | --------------- | ------------ | -------------------------------------------------- |
| 2016   |        | Бастьен Коритон | Разные левые | государственный служащий, член Совета департамента |

## Галерея

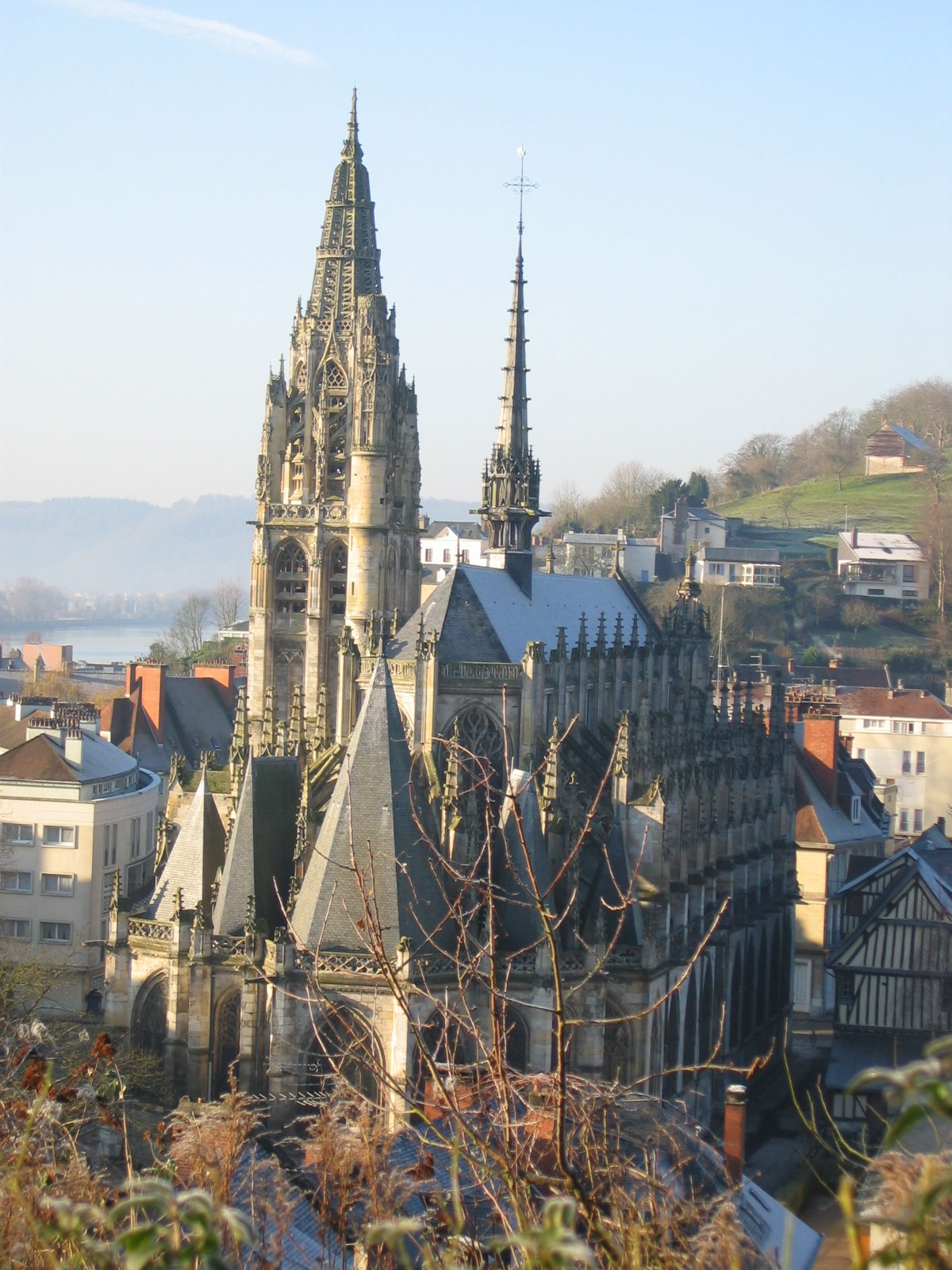
Церковь Нотр-Дам в Кодбек-ан-Ко
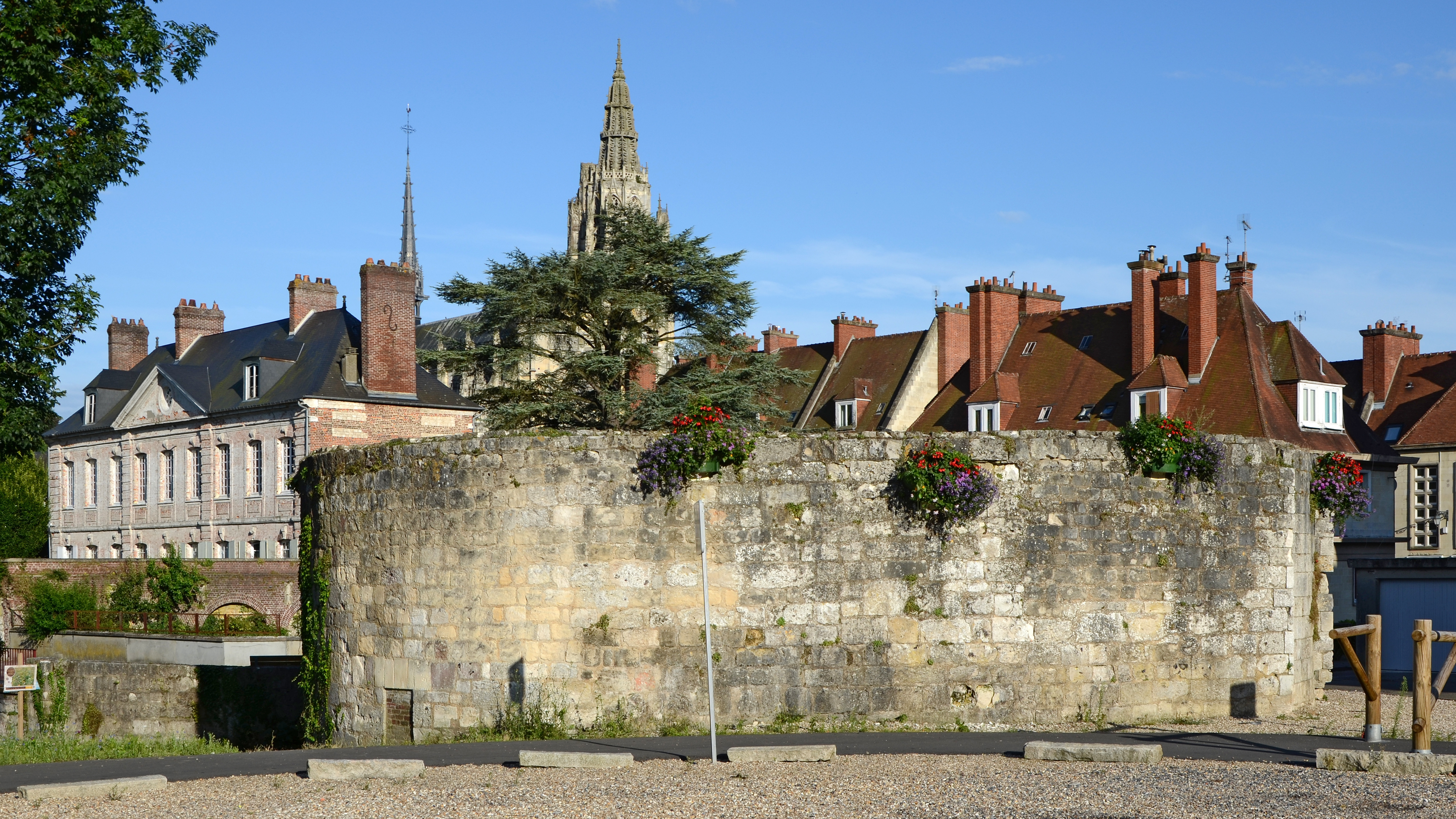
Фрагменты средневековых укреплений в Кодбек-ан-Ко
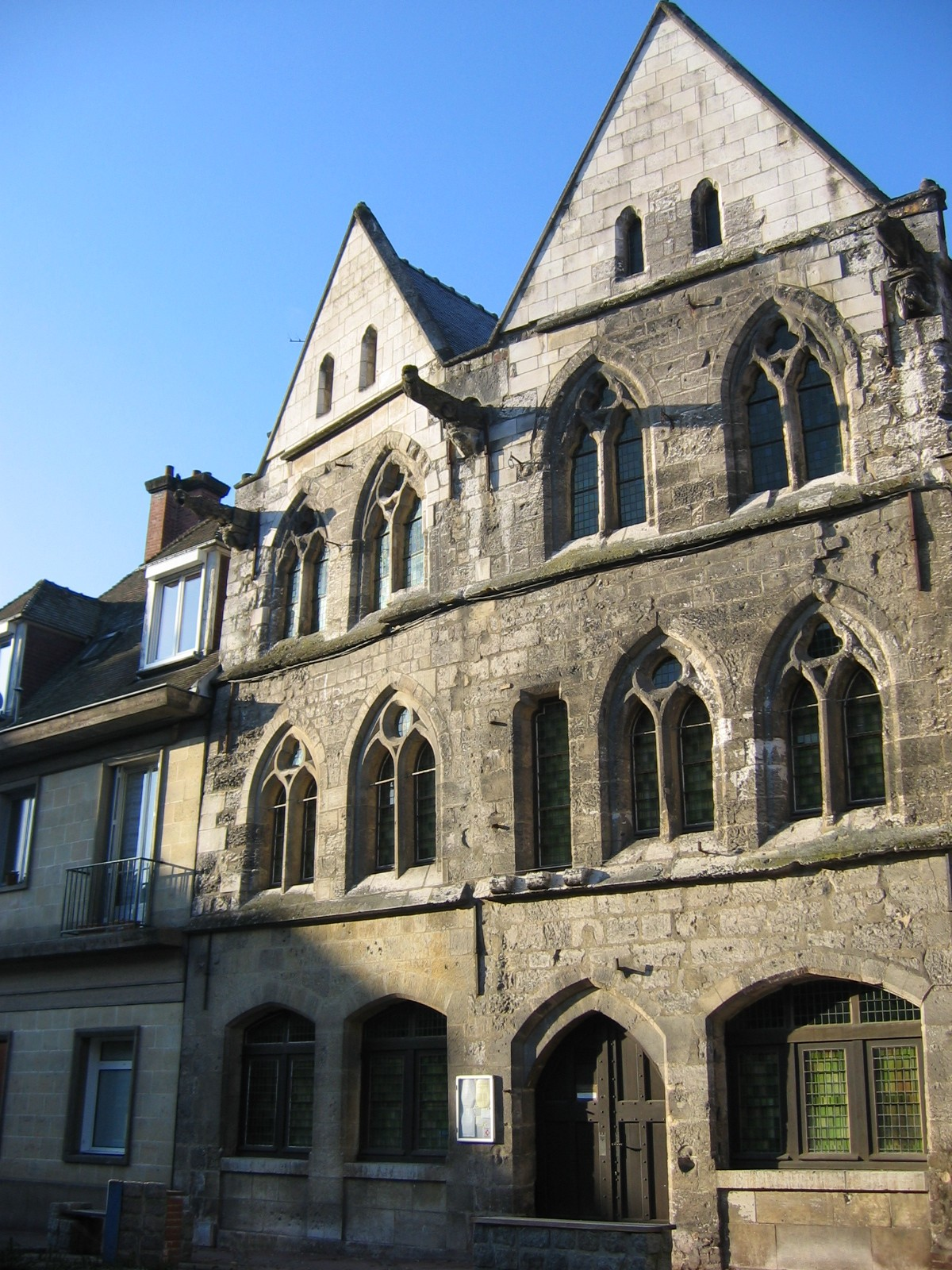
Дом тамплиеров
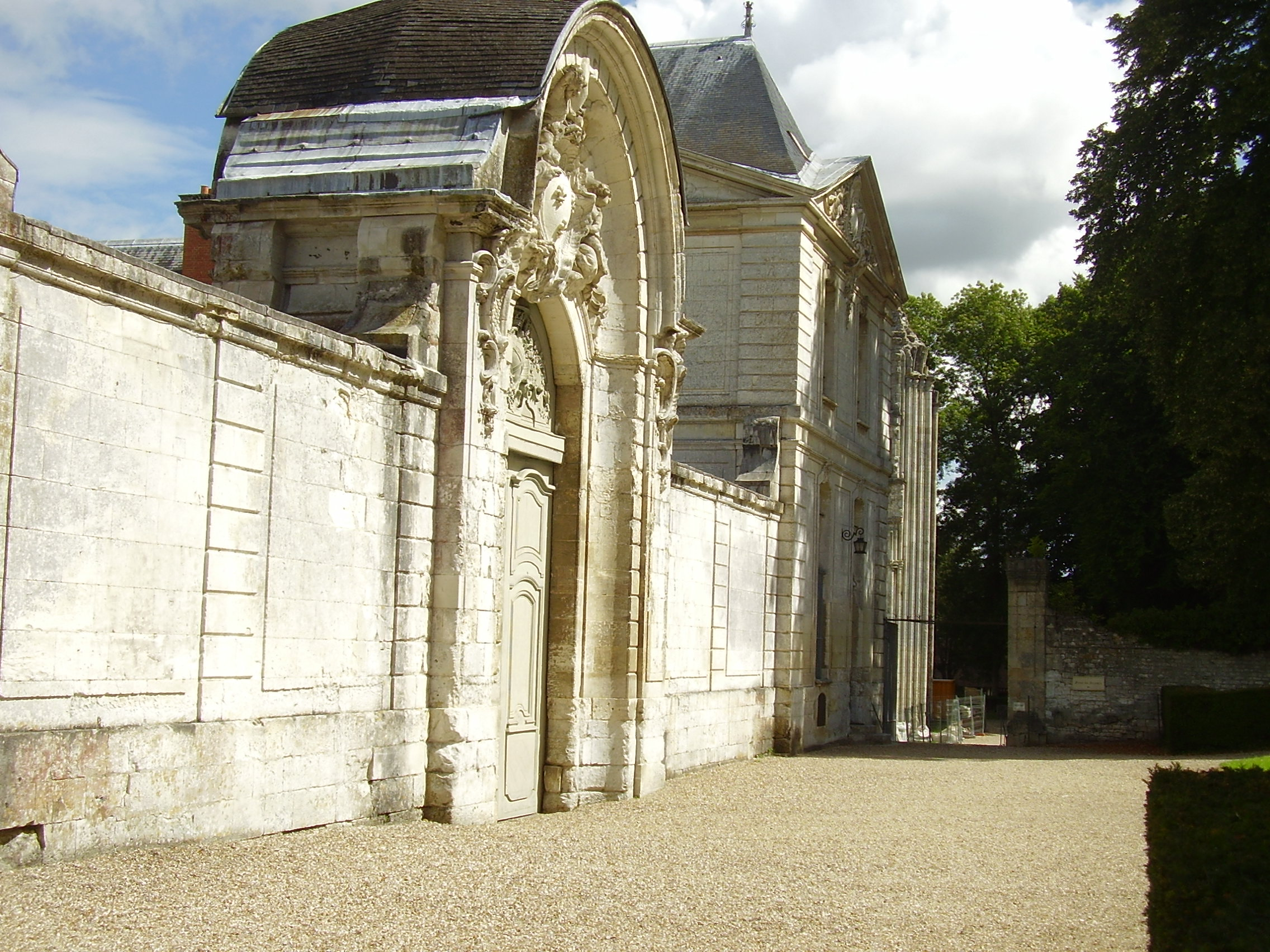
Фонтенельское аббатство
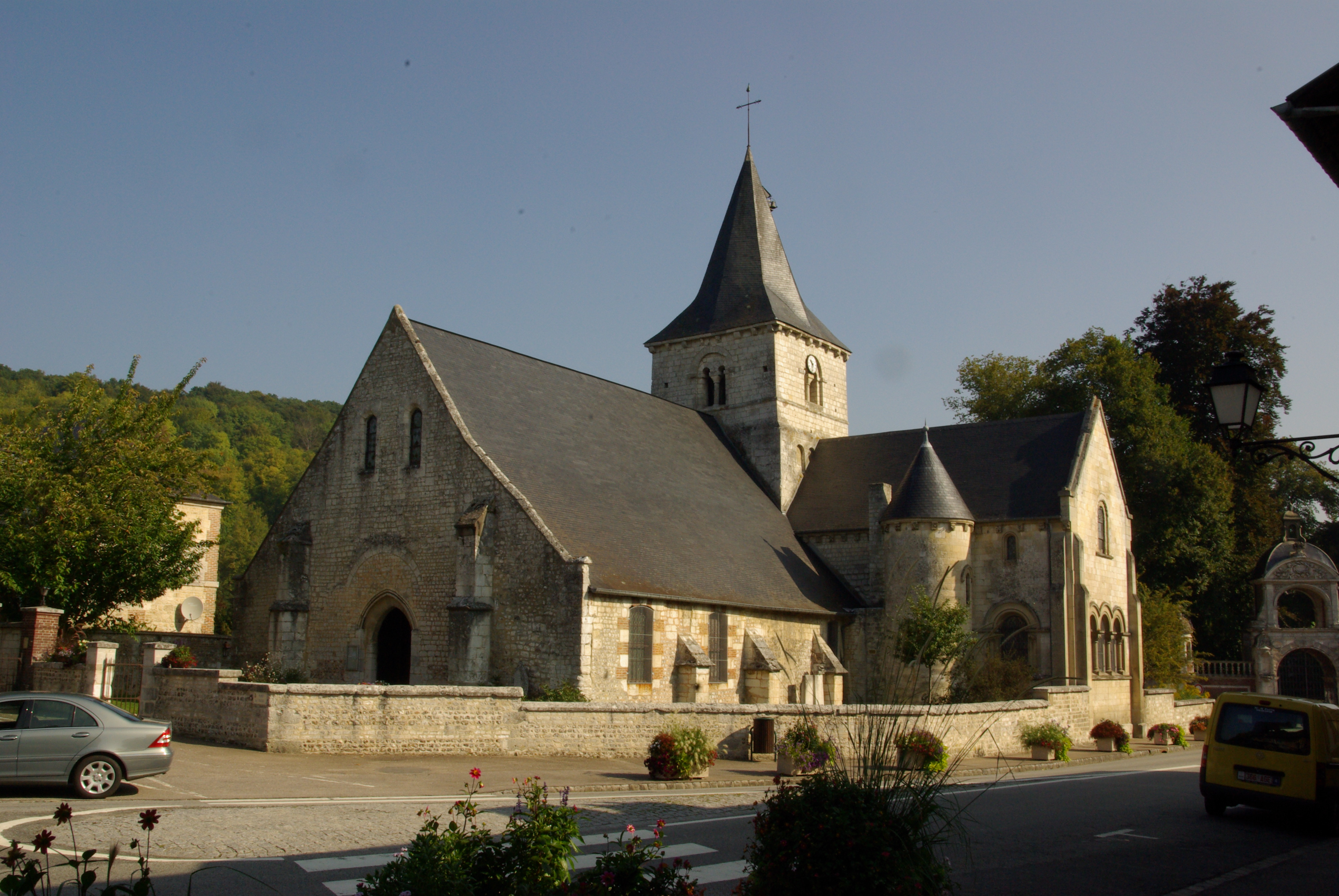
Церковь Святого Михаила в Сен-Вандрий-Рансон
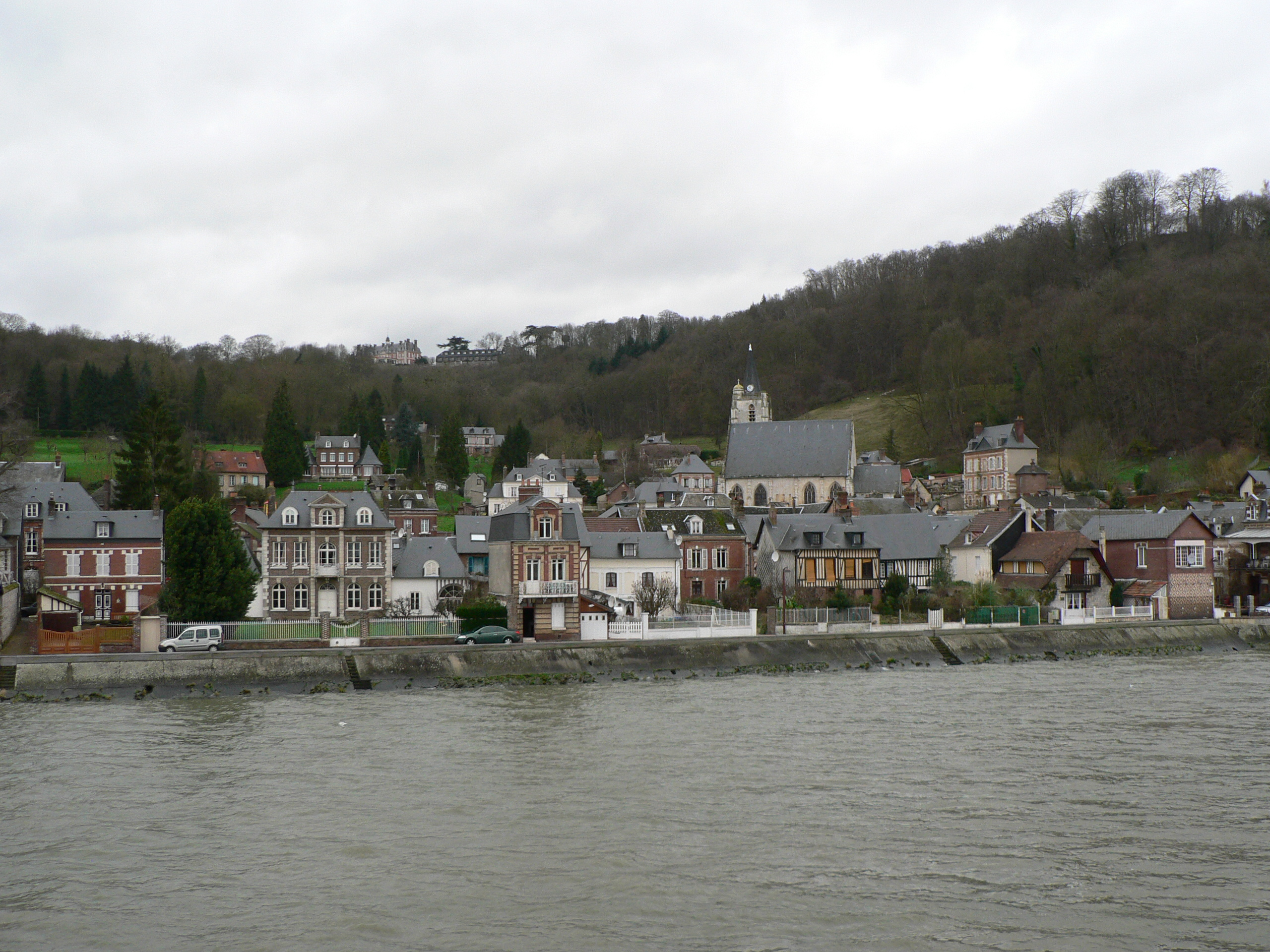
Вид с реки на Вилькье
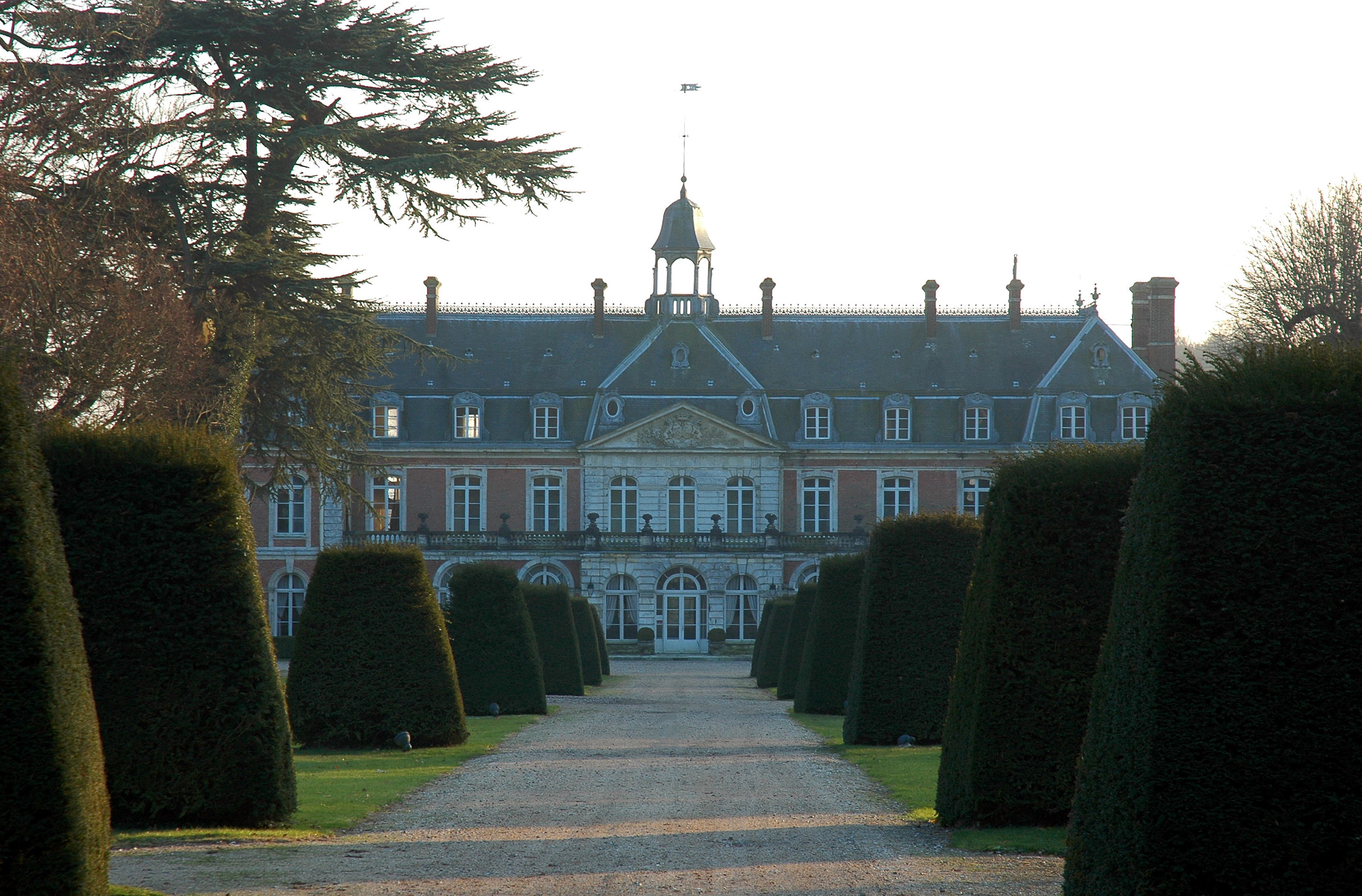
Шато Вилькье
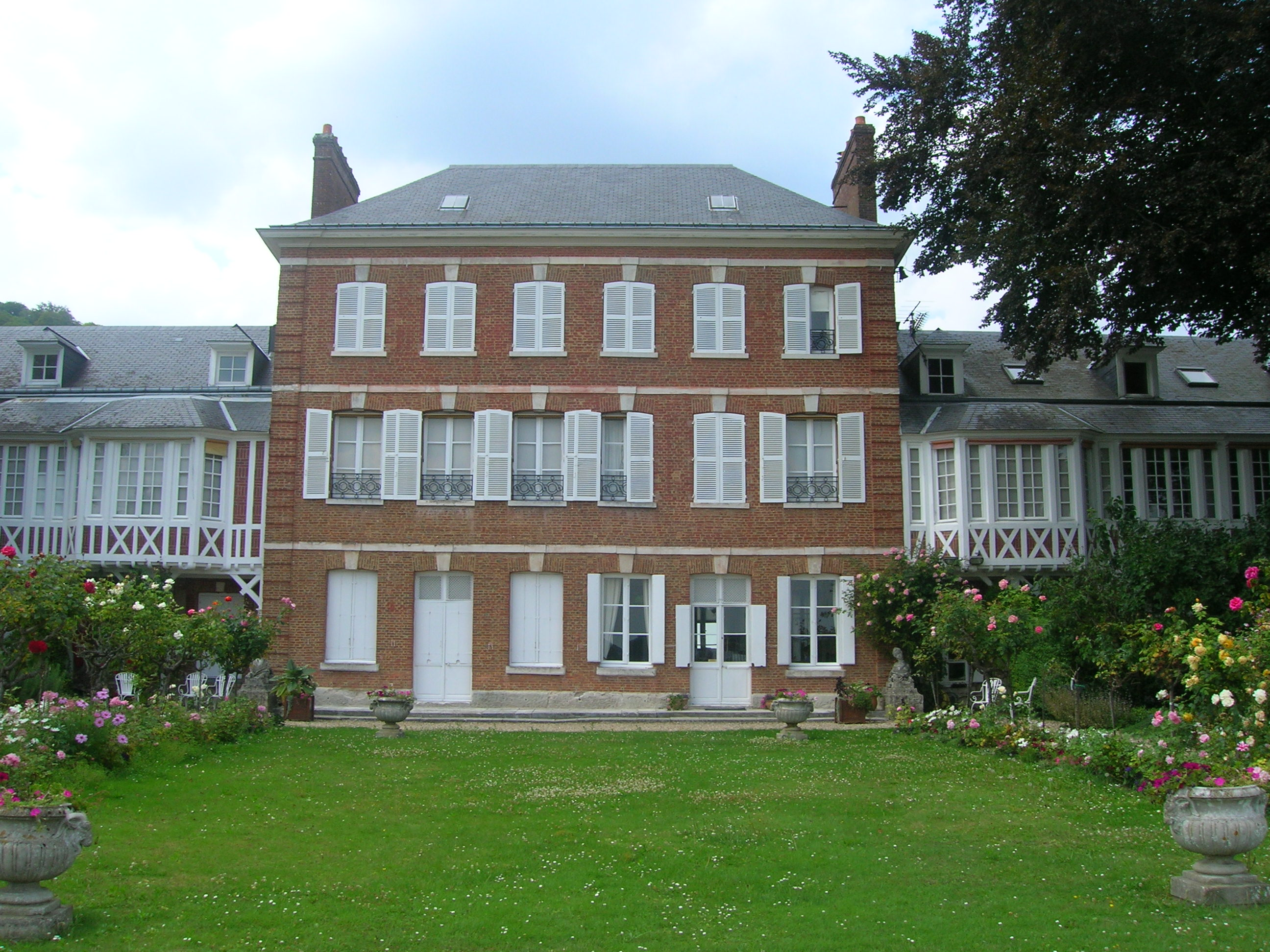
Музей Виктора Гюго в Вилькье